# 米开朗基罗-莫利托站
米开朗基罗-莫利托站（法語：Michel-Ange-Molitor）是法国巴黎地铁9号线和10号线共用的一个车站，位于巴黎十六区。9号线车站于1922年11月8日启用；8号线车站于1913年9月30日启用，于1937年7月27日随8号线部分路段一同转为10号线。
车站的名称来自米开朗基罗大街（Rue Michel-Ange，以画家米开朗基罗命名）和莫利托大街（Rue Molitor，以法国元帅加布里埃尔·莫利托命名）。

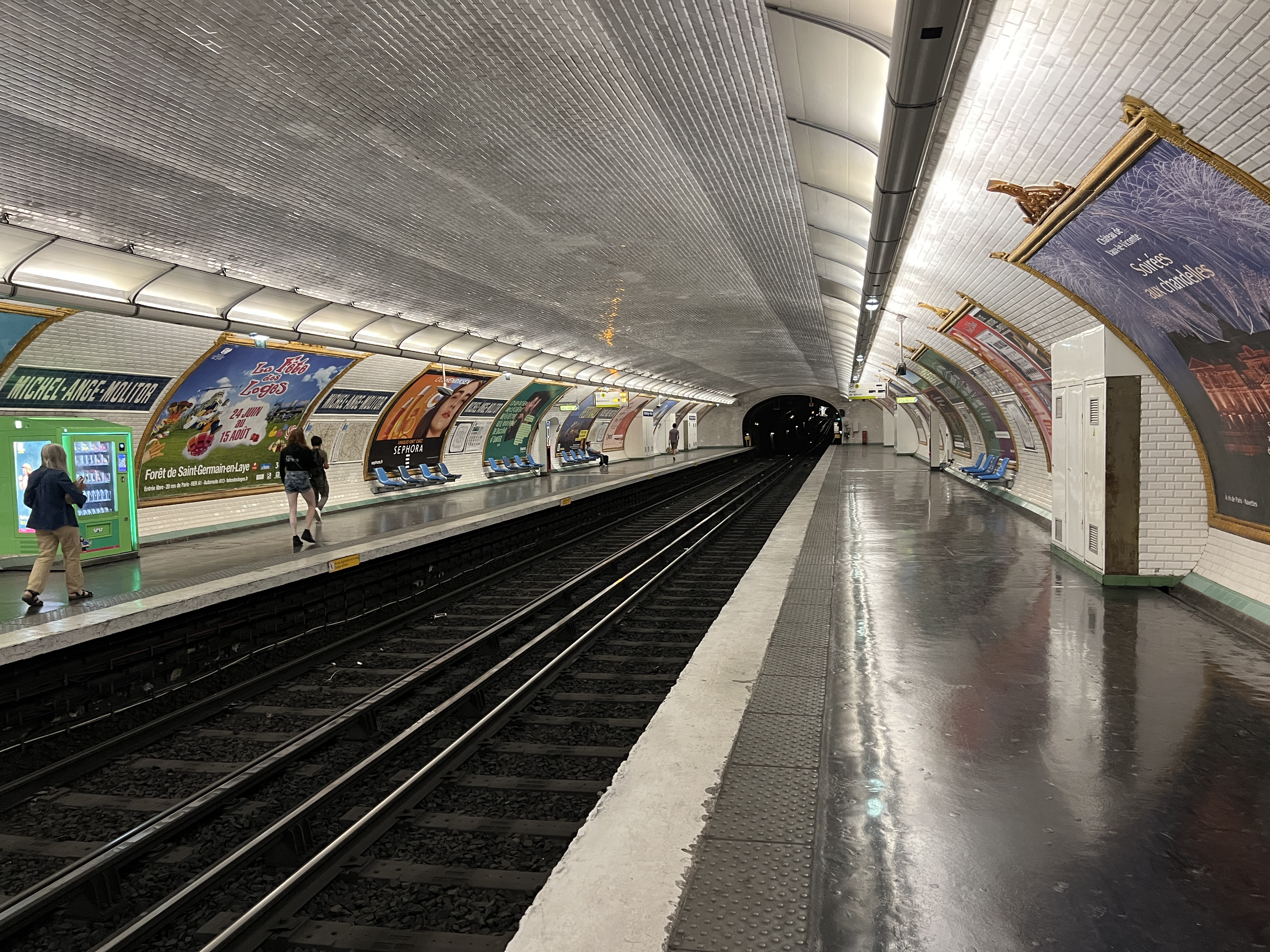
9號線月台（2022年7月）

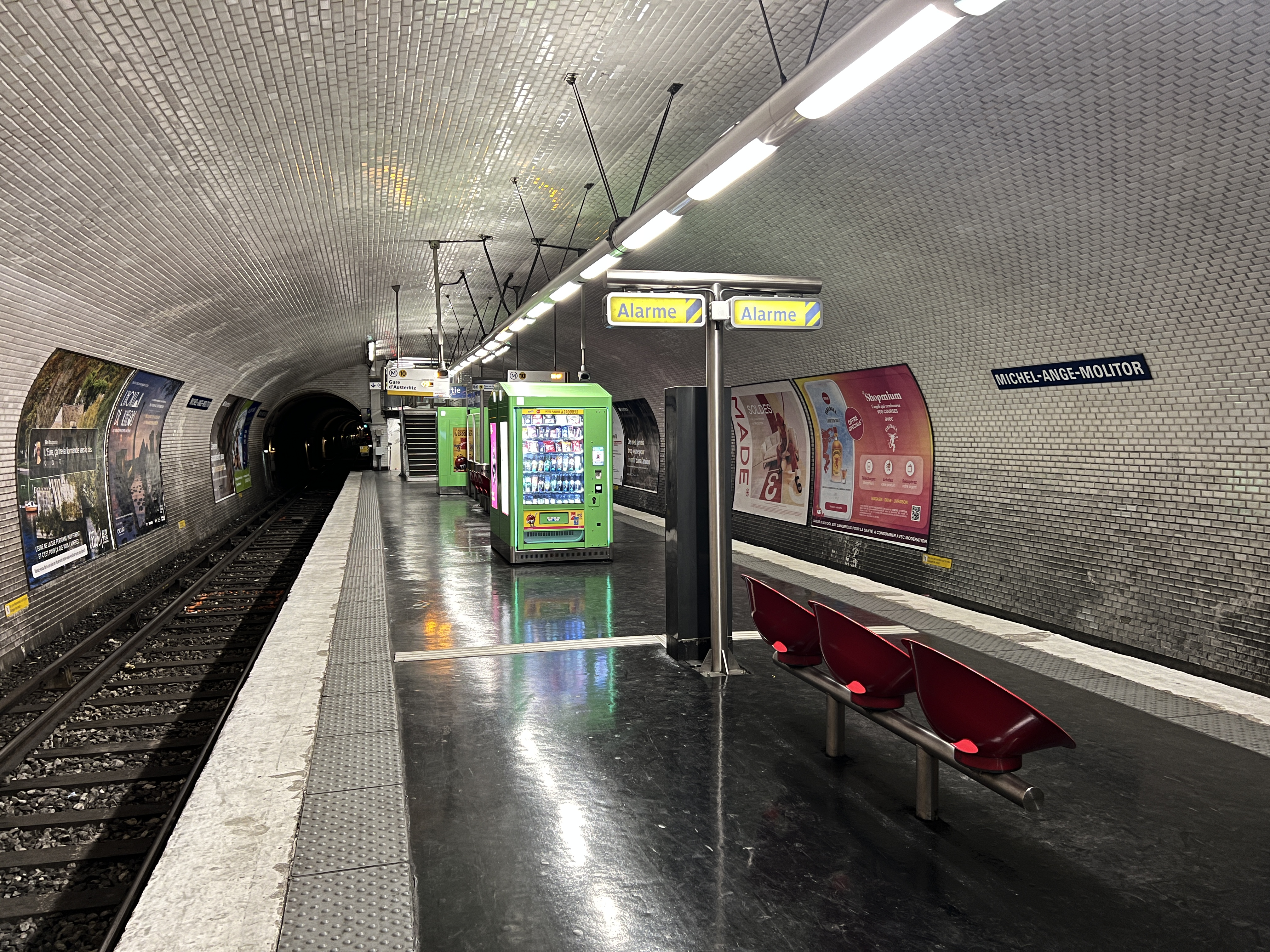
10號線月台（2022年7月）

## 車站結構
| 街道層       |                    |                                       |
| 夾層         |                    |                                       |
| 10號線月台層 | 東行               | 無定期服務                            |
| 10號線月台層 | 島式月台，左側開門 |                                       |
| 10號線月台層 | 東行               | 往奧斯特里茨（沙尔东-拉加什）         |
| 9號線月台    | 側式月台，右側開門 | 側式月台，右側開門                    |
| 9號線月台    | 西行               | 往塞夫爾橋（埃格泽尔芒）              |
| 9號線月台    | 東行               | 往蒙特勒伊市政厅（米开朗基罗-欧特伊） |
| 9號線月台    | 側式月台，右側開門 |                                       |